# Kunstsammlung der Limacon Foundation
Die Kunstsammlung der Limacon Foundation machte Schlagzeilen, als die Universität Leipzig im Juni 2001 eine Ausstellung mit vorgeblichen Meisterwerken europäischer Malerei „Von Raffael bis Monet“ eröffnete. Leihgeber war die bis dahin nahezu unbekannte, 1992 gegründete Limacon Foundation mit Sitz in Liechtenstein. Die Zuschreibungen der Werke zu großen Meistern der Kunstgeschichte stammten von den Leipziger Kunsthistorikern Ernst Ullmann und Rainer Behrends sowie von der Präsidentin der Limacon-Stiftung, Palma Hamm.

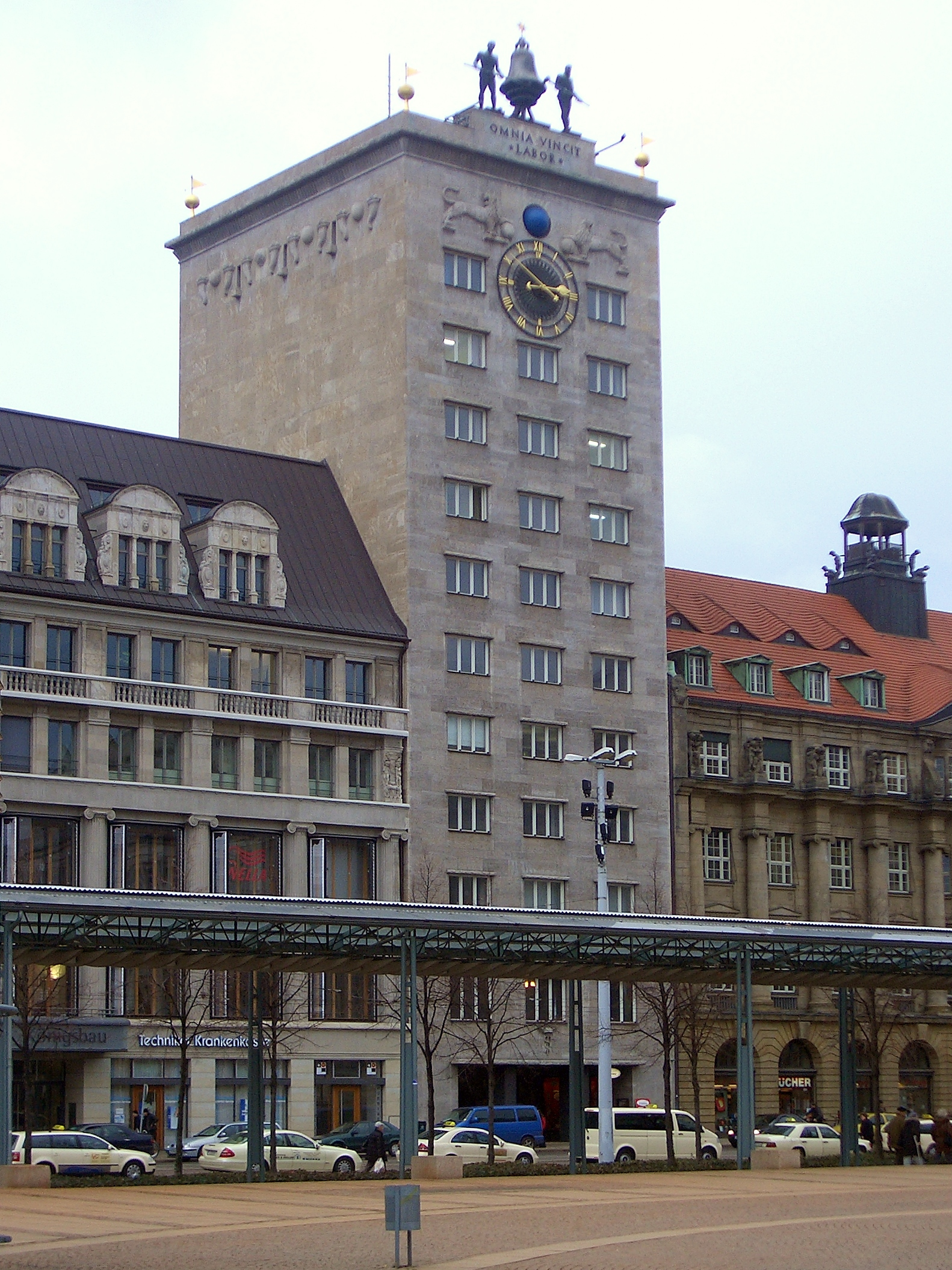
Krochhochhaus Leipzig: Hier in der Ausstellungshalle der Kustodie der Universität Leipzig wurde die Limacon Sammlung präsentiert

Die Präsentation in der Kustodie der Universität Leipzig bildete einen der größten Kunstskandale der deutschen Ausstellungsgeschichte. Zahlreiche Fachleute bescheinigten den Bildern, die unter den größten Namen ausgestellt wurden, lediglich Zweit- oder Drittklassigkeit. Aufgrund der massiven Kritik wurde die Ausstellung nach wenigen Wochen vorzeitig geschlossen.

## Ausgestellte Werke
Es folgt eine Auflistung der in Leipzig ausgestellten Bilder, wobei auf jede Wertung verzichtet wird. Die Künstlernamen entsprechen denen, unter denen die genannten Werke ausgestellt wurden:
- Richard Parkes Bonington
  - Ansicht von Venedig. 1826
- Dierick Bouts
  - Die Auferstehung Christi. um 1450
- Jan Brueghel d. Ä.
  - Allegorie auf den Frühling und den Geruch. um 1600
- Michelangelo da Caravaggio
  - Der Brudermord. um 1606/07
- Annibale Carracci
  - Ruhender Amor. um 1601–1603
- Paul Cézanne
  - Stilleben mit Äpfeln und Birnen. um 1900
- Philippe de Champaigne
  - Bildnis Ludwig XIV. um 1648–1650
- Jean Siméon Chardin
  - La maitresse d’ école – Die Lehrerin. um 1750
- François Clouet
  - Bildnis der Katharina von Medici. um 1547–1550
- Antonio da Correggio
  - Die Himmelfahrt Mariae. um 1521/22
- Lucas Cranach d. Ä.
  - Bildnis des Kurfürsten Friedrich der Weise mit Krone. um 1525–1528
  - Die Kreuzigung Christi. um 1536–1540
- Honoré Daumier
  - La Lecture. um 1850
- Albrecht Dürer
  - Bildnis der Mutter. um 1498–1500
  - Thronende Maria mit dem Kinde auf der Mondsichel. 1506 (Zeichnung)
  - Ecce homo. 1512
- Anthonis van Dyck
  - Bildnis Karl I., König von England. um 1632
- Justus van Egmont
  - Bildnis eines Knaben. um 1642
- Henri Fantin-Latour
  - Bildnis des Benjamin Clemenceau. um 1887–1889
- Caspar David Friedrich
  - Landschaft mit Wasserfall im Abendlicht. um 1805
- Paul Gauguin
  - Aline in Landschaft. 1886
  - Mette in Landschaft. 1886
- Frans Geffels
  - Musizierender Herr mit Dame. um 1655
- Théodore Géricault
  - Männlicher Halbakt (Bootsschlepper). um 1815
  - In der Schmiede. um 1820–1822
- Giovanni Giacometti
  - Interieur mit junger Frau in Tracht. um 1915
  - Südliche Landschaft. um 1920
- Giorgione
  - Stehende Venus vor einer Landschaft. um 1506
- Vincent van Gogh
  - Hafenansicht von Antwerpen. 1886
- Francisco de Goya
  - Die Sängerin Maria del Rosario Fernandez, gen. „La Tirana“. um 1785–1787

Vorgeblicher El Greco: Der Tod des heiligen Franziskus. Vor 1600

- El Greco Vorgeblicher El Greco: Der Tod des heiligen Franziskus. Vor 1600
  - Der Tod des heiligen Franziskus. vor 1600
  - Der Apostel Jakobus d. Ä. um 1600
- Frans Hals
  - Bildnis eines Mannes (Der vornehme Kavalier). um 1616–1619
- Gerrit van Honthorst
  - Bildnis Prinz Friedrich Heinrich von Oranien. um 1634–1636
  - Bildnis Wilhelm II. von Oranien. um 1650
- Franz von Lenbach
  - Bildnis einer jungen Frau. um 1875
  - Doppelbildnis der Marion und Gabriele Lenbach. 1903
- Leonardo da Vinci
  - Anna Selbdritt. um 1497–1500
- Hans Makart
  - Diana. um 1856
- Carlo Maratti
  - Bildnis Papst Clemens IX. um 1669/70
- Mittelrheinischer Meister von 1515
  - Der Tod Mariae.
- Claude Monet
  - Bildnis der Madame Salerou. um 1909–1912
- Oberrheinischer Meister um 1490
  - Die Beweinung Christi.
- Pablo Picasso
  - Stierkampf I. um 1903
  - Stierkampf II. um 1903
- Camille Pissarro
  - Gebirgslandschaft mit See. um 1886
- Paulus Potter
  - Ruhende Schweine. um 1648
- Raffael
  - Die Auferstehung Christi. vor 1504
  - Figurenstudie zum Borgobrand. um 1514 (Zeichnung)
  - Transfiguration. 1515
  - Studie zu einem Abendmahl. um 1514 (Zeichnung)
  - Alexander der Große und Thimoklea. um 1518 (Zeichnung)
- Rembrandt
  - Die Anbetung der Könige. um 1620/21
  - Orientalischer Prinz (Selbstbildnis?). um 1625–1627
  - David vor König Saul. um 1626/27
  - Bildnis des Vaters als Soldat. um 1628–1630
  - Saskia als Flora. um 1633
  - Selbstbildnis. um 1636
  - Bildnis einer Dame. um 1636/37
  - Bildnis eines polnischen Adligen mit Federmütze und Goldkette. um 1640–1642
  - Selbstbildnis. 1661
- Pierre-Auguste Renoir
  - Bildnis des Sohnes Pierre Renoir im Mädchenkleid. um 1888/89
- Peter Paul Rubens
  - Profilbildnis Heinrichs IV. mit Amor. um 1621–1623
- Théophile-Alexandre Steinlen
  - Marschierende Soldaten im Ersten Weltkrieg. um 1916/17
- Tizian
  - Maria mit dem Kinde und dem Johannesknaben (Madonna Cook). um 1508–1510
  - Bildnis eines alten Mannes. um 1569–1571
- Henri de Toulouse-Lautrec
  - Selbstbildnis beim Nachtmahl mit einer Dame. um 1887/88
- Joseph Mallord William TurnerVorgeblicher Turner: Die große Seeschlacht. Um 1827
  - Die große Seeschlacht. um 1827

Vorgeblicher Turner: Die große Seeschlacht. Um 1827

- Unbekannter franco-flämischer (?) Meister, 16. Jahrhundert
  - Bildnis eines jungen Mannes.
- Unbekannter Meister um 1600 (nach Albrecht Dürer)
  - Melancholie.
- Jean-Antoine Watteau
  - Rendezvous im Park mit italienischen Komödianten. um 1718–1720